# Давыдовичи Черниговские
Давыдовичи — ветвь династии Рюриковичей, происходящая от князя Давыда Святославича. Княжили в Чернигове, который за ними утвердили в 1097 году в ходе Любечского съезда князей. Рано пресеклись по мужской линии.

## История
Родоначальник ветви Давыд Святославич был в числе участников Долобского княжеского съезда (1103). После смерти в 1113 году Святополка Изяславича киевское княжение по лествичному праву должно было перейти к Давыду, но этого по неизвестной причине не произошло. В свою очередь, когда в 1123 году умер Давыд Святославич, черниговское княжение занял его младший брат Ярослав Святославич, а сын Давыда Святославича Всеволод занял место последнего в Муроме.
Третий сын Давыда Святославича, Изяслав, вернул в руки Давыдовичей черниговский престол уже много позже — в 1151 году, одержав победу над войсками Юрия Долгорукого в сражении на речке Малый Рутец. Изяславу удалось удержать Чернигов в ходе осады Чернигова Юрием Долгоруким и половцами. В ходе борьбы за киевское княжение, в 1157 году, после смерти Юрия Долгорукого, Изяславу Давыдовичу удалось стать великим князем Киевским и одновременно удержать часть черниговских земель. Однако в ходе последовавшего конфликта с галицкими и волынскими князьями во главе с Ярославом Осмомыслом и затяжных боевых действий на смоленских и киевских землях, Изяслав был разбит и смертельно ранен.
Последний представитель Давыдовичей по мужской линии, Святослав Владимирович, являясь старшим в роду потомков своего прадеда Святослава Ярославича, не предпринял попыток вмешаться в борьбу за Чернигов. С его смертью в 1167 году ветвь Давыдовичей пресеклась, а Вщиж отошёл во владение ветви Ольговичей.

## Поколенная роспись
- Давыд Святославич
  - Святослав Давыдович
  - Ростислав Давыдович
  - Всеволод Давыдович
  - Владимир Давыдович
    - Святослав Владимирович

  - Изяслав Давыдович
    - Изяслава

## Гипотеза о продолжении рода
Совпадение имени последнего вщижского князя из Давыдовичей, Святослава Владимировича, и удела, с отчеством и уделом Владимира Святославича конца XII века, сподвигло историков рассматривать версию о том, что линия Давыдовичей в 1166 году не пресеклась. Такой вариант упоминает, в частности, Зотов Р. В., при рассмотрении известия летописи о смерти Владимира черниговского в 1201 году, однако, не склоняется к нему.
Версия была развита немного в другом ключе Безродновым В. С. Он отделяет великого князя черниговского Леонтия рубежа XIII/XIV веков от Олега, сына брянского и черниговского князя Романа Старого, основываясь на рукописных святцах Петропавловского монастыря, где сообщается под 6740 (1232) годом о смерти Олега Романовича. Далее, он считает Романа, отца Олега, сыном Святослава вщижского, потомки которого княжили во Вщиже, Брянске и Карачеве. К числу потомков он относит практически всех брянских и черниговских князей XIII—XIV веков, включая Василия Александровича, которого большинство историков считают представителем смоленской династии, и князей на поз.38—41 Любецкого синодика, считая их карачевскими.